# Artur Kolodziejski
Artur Kolodziejski (* 18. September 1979 in Grójec, Polen) ist ein ehemaliger deutscher Basketballspieler.

## Werdegang
Artur Kolodziejski ist in Grójec in Polen geboren, kam mit seinen Eltern allerdings schon in früher Kindheit nach Deutschland und wuchs in Rheinbach auf. Seine Basketball-Karriere begann er in der Jugend der SG Pallotti-Kolleg Rheinbach, später spielte er bei den Telekom Baskets Bonn. Nachdem er bei deren Kooperationspartner der SG Sechtem in der 1. Regionalliga, erste Erfahrungen im Herrenbereich gesammelt hatte, wechselte er zum damaligen Lokalrivalen Dragons Rhöndorf in die zweite Bundesliga Nord. Dort etablierte er sich als Leistungsträger und errang 2001 mit seiner Mannschaft den Meistertitel.

### Sprung in die Bundesliga
Während Rhöndorf das sportliche errungene Teilnahmerecht für die Bundesliga nicht wahrnahm, wagte Kolodziejski den Sprung in die erste Liga und wechselte zum Mitteldeutschen Basketball Club. Während einer sportlich sowohl für den Verein als auch für ihn selbst unbefriedigend verlaufenden Saison wurde er zwar immerhin für das All Star Game der Basketball-Bundesliga nominiert, kam dort allerdings nicht zum Einsatz.

### Durchbruch im Profibereich
Nach nur einer Saison brach er seine Zelte in Ostdeutschland dann wieder ab und heuerte bei Ratiopharm Ulm an. Mit guten Leistungen hatte er dort Anteil daran, dass Ulm nur knapp den Aufstieg in die Bundesliga verpasste. Kolodziejski wurde mehrmals in die deutsche A2-Nationalmannschaft berufen.
Lohn dafür war 2003 ein Zweijahresvertrag bei den Bayer Giants Leverkusen, die unter Trainer Heimo Förster eine junge Mannschaft mit vielen deutschen Spielern zusammengestellt hatten, in der vorgesehen war, dass Kolodziejski von der Bank aus ins Spiel kommend seine Stärken wie Einsatz, Treffsicherheit beim Dreipunktewurf und Schnelligkeit einbringt. In Leverkusen zeigte er einige erfreuliche Ansätze, erzielte unter anderem seine persönliche Bestmarke von 31 Punkten in einem Spiel gegen den TBB Trier, ließ aber den endgültigen Bundesliga-Durchbruch vermissen.

### Rückkehr nach Bonn
Im Sommer 2005 kehrte er deshalb in den Bundesligakader der Telekom Baskets Bonn zurück, wurde dort schnell zum Publikumsliebling und fiel durch seine Mannschaftsdienlichkeit sowie seine Stärken in der Verteidigung auf. Seinen offensiven Durchbruch erlebte er, als während der Viertelfinalbegegnung gegen Bamberg insgesamt zwölf Spieler disqualifiziert wurden, so dass nur noch fünf Bonner Spieler gegen vier Bamberger antreten mussten. Kolodziejski erzielte in diesem Spiel 24 Punkte und führte seine Mannschaft damit zum einzigen Sieg in dieser Serie. Nur wenige Tage nach Saisonende wurde sein Vertrag dann um zwei Jahre verlängert.
Zwar musste sich Kolodziejski mit Bonn 2007 erneut im Viertelfinale den Brose Baskets geschlagen geben, machte aber durch gute Verteidigungsleistung gegen Casey Jacobsen, der später als bester Spieler der Endspielserie um die deutsche Meisterschaft ausgezeichnet wurde, auf sich aufmerksam machen.
In der Saison 2007/08 erreichte er mit Bonn überraschend das Finale um die deutsche Meisterschaft, unterlag dort allerdings Alba Berlin. Kolodziejski kam dabei während der Saison zu durchschnittlich 17 Minuten Einsatzzeit pro Spiel, erzielte dabei 4,7 Punkte im Schnitt und traf starke 45,6 % seiner Drei-Punkte-Würfe.
Im Anschluss daran verlängerte Kolodziejski seinen Vertrag in Bonn um weitere zwei Jahre. In der Saison 2008/2009 erreichte er mit seiner Mannschaft erneut das Finale um die deutsche Meisterschaft. Dabei wurde im Halbfinale Titelverteidiger Alba Berlin ausgeschaltet und man revanchierte sich für die im Pokalfinale erlittene Niederlage. Kolodziejski stets mit speziellen Verteidigungsaufgaben beauftragt. Er hat maßgeblichen Anteil daran, dass sich starke gegnerische Spieler nicht entfalten können.
Nach dem Aus im Viertelfinale 2010 wurde Kolodziejski von Bonn kein neuer Vertrag vorgelegt. Er verließ die Mannschaft nach fünf Jahren zum zweiten Mal.

### Wechsel nach München
Zur Saison 2010/11 wechselte Kolodziejski zum FC Bayern München, um dort unter Trainer Dirk Bauermann dabei zu helfen, 2011 den Aufstieg in die Bundesliga zu schaffen. Das gelang souverän, bereits einige Spieltage vor Saisonende stand die Meisterschaft und der damit feststehende Aufstieg fest. Kolodziejski gab kurz darauf bekannt, dass er seine Spielerlaufbahn damit beenden werde.

## Erfolge
- 2001 Meister der 2. Bundesliga Nord mit Rhöndorf
- 2008 Deutscher Vizemeister mit Bonn
- 2009 Deutscher Vizepokalsieger mit Bonn
- 2009 Deutscher Vizemeister mit Bonn
- 2011 Meister der Pro A mit München

## Nach der Spielerlaufbahn
Im Februar 2012 wurde Kolodziejski als neuer Leiter der Nachwuchsakademie von Ratiopharm Ulm vorgestellt. Dort sollte er die bestehenden Strukturen in der Nachwuchsförderung weiter ausbauen und eine engere Verknüpfung von der Jugend bis zu den Profis herstellen. Ebenso war er für das gesamte Konzept der Nachwuchsförderung des Vereins verantwortlich und sollte verschiedene Mannschaften selbst trainieren. Im März 2016 endete seine Amtszeit, er wollte sich anderen beruflichen Aufgaben zuwenden.

## Sonstiges
Am 31. Oktober 2009 war Kolodziejski Kandidat in der Fernsehsendung Schlag den Raab, konnte sich allerdings bei der Zuschauerabstimmung nicht durchsetzen.